# La Pintada (kommun)
La Pintada är en kommun i Colombia.   Den ligger i departementet Antioquía, i den centrala delen av landet, 210 km nordväst om huvudstaden Bogotá. Antalet invånare är 7 066.